# Esther Anderson
Esther Anderson, ibland stavat Ester Anderson, född 4 augusti 1945, är en jamaicansk filmskapare, fotograf och skådespelerska.

## Biografi

### Barndom och uppväxt
Esther Anderson föddes i församlingen St. Mary på Jamaicas nordkust, som dotter till arkitekt Randolph Wymess Anderson och Ivy Mae Mahon från en  indisk familj från området. Esther Anderson studerade på gymnasiet i Highgate och avslutade sina studier vid en skola som drevs av kväkare. Vid 14 års ålder flyttade hon till Kingston för att bo hos sin farmor i stadsdelen Half Way Tree.
I april 1960 bjöds hon in till tävlingen "Miss Four Aces", av arrangörerna av  skönhetstävlingen Miss Jamaica 1960. Hon vann första pris, men det ändrades till tredje pris medan hon fortfarande stod på scenen, eftersom hon var minderårig. Hennes far var upprörd över att hon hade deltagit i tävlingen, och hans reaktion och uppmärksamheten i media efter tävlingen fick henne att resa till England för prispengarna.
I juli året efter kom Anderson till London, där hon började arbeta som modell för konstnären Aubrix Rix samtidigt som hon studerade drama vid "Actors Workshop" och gjorde reklamfotograferingar för Afrika och Asien. Tillsammans med sin syster Thelma (senare Tiffany Anderson) provspelade hon för producenten Elkan Allan och regissören Michael Lindsay-Hogg, och syskonen slog sig ihop som dansare och koreografer för det brittiska tv-programmet Ready Steady Go!. De framträdde som 'The Anderson Sisters' med bland annat grupper som The Rolling Stones, The Animals, The Walker Brothers, Sonny och Cher, Cathy McGowan och Donovan. Esther Anderson erbjöds senare en roll i filmen The Sandpiper (1965).

### Skivbolaget, Island Records
På 1960-talet hjälpte Esther Anderson till att utveckla det jamaicanska skivbolaget Island Records. Hon sålde skivor tillsammans med Chris Blackwell från en Mini Cooper, skrev låttexter, höll ordning på lagret och marknadsföringen samt hanterade Millie Small, Jimmy Cliff, Bob Marley and the Wailers och andra av skivbolagets jamaicanska artister.
Anderson tog ikoniska fotografier av Marley, Peter Tosh och Bunny Wailer och bidrog med texter till The Wailers-albumen Catch a Fire, Burnin' och Natty Dread. Hennes bild av en rökande Bob Marley finns på framsidan på Catch A Fire -omslaget (1974 års utgåva), och på baksidan syns The Wailers med Marley i mitten.

### Skådespelarkarriär
Parallellt med sitt arbete som fotograf och arbetet hos Island Records slog Esther Anderson igenom som skådespelerska. Hon fick flera roller i brittiska tv-program under tidigt 1960-tal, inklusive Dixon of Dock Green och The Avengers, och roller i filmer som Genghis Khan, The Touchables, Two Gentlemen Sharing, One More Time och A Warm December. I filmen A Warm December vann hon NAACP Image Award som bästa skådespelerska 1973.
Hon hjälpte också till att starta upp filmindustrin på Jamaica och var biträdande producent för The Harder They Come (1972). I filmen uppmanade hon regissören Perry Henzell att ge huvudrollen till jamaicanen Jimmy Cliff – i stället för amerikanen Johnny Nash – och tränade honom för den delvis självbiografiska rollen. Hon ordnade också finansieringen för ett album med filmens soundtrack. 

### Fotografi
Ester Andersons fotografiska samling har ställts ut på The Photographers Gallery i London, och hon har varit representerad på bildbyrån Corbis och i Stephen Bulger Gallery i Toronto.
Anderson utvecklade sitt arbete både som fotograf och dokumentärfilmare. Hon har bland annat ställt ut på La Tete Gallery i Paris, The Photographers Gallery i London samt Stephen Bulger Gallery i Toronto i Kanada, det senare i maj 2011. Bland hennes porträtt finns celebriteter som Marlon Brando, Bob Marley, Amanda Lear, Catherine Deneuve, prins Charles, Denzel Washington och Jacques Chirac.

### Filmkarriär

#### Short Ends
Esther Andersons första film i en trilogi om positiva förebilder var Short Ends. Där undersökte hon förhållandena för färgade vid Library of Congress och utvecklade sin idé om att göra filmer baserade på positiva förebilder.

#### The Three Dumas
Den andra filmen i trilogin var The Three Dumas (berättelsen om greven av Monte Cristo), som hon producerade tillsammans med arkitekten Gian Godoy och Trenhorne Films (UK). Den är en dramatiserad dokumentär om romanförfattaren Alexandre Dumas och hans förfäder, vilka övervann den tidens fördomar och blev en förebild inom den samtida litteraturen. Anderson skildrar även generalen Toussaint L'Ouverture, ledare för den haitiska revolutionen. Filmen hade premiär år 2005 i Dumas födelseort Villers-Cotterêts i Frankrike.

#### Bob Marley: The Making of a Legend
Den tredje filmen i trilogin var  dokumentären Bob Marley: The Making of a Legend (återigen i samarbete med Gian Godoy), som visades som ett pågående arbete vid British Film Institute NFT1 den 19 mars 2011. Den bygger på foton som hon tog av Bob Marley och hans vänner i början av 1970-talet. Hon mötte honom första gången i New York 1973 och flyttade senare till fastigheten på 56 Hope Road. Bilderna var försvunna i mer än 30 år, och i en intervju 2013 berättade Anderson: "För tolv år sedan fick jag tillbaka mina bilder. Jag blev intervjuad av en man från Channel 4, och när  jag såg hans bilder sade jag till honom 'de är mina!'". Bildena kom från filmrullar som han hade hittat i ett garage i Kanada.
Filmen är ett porträtt av Bob Marley, med en berättare som tar med åskådarna på en resa till Jamaica och adressen 56 Hope Road i Kingston och den unge Bob innan han blev internationellt känd. Filmen visar även The Wailers första repetition, när idén om en jamaicansk supergrupp som The Beatles eller The Rolling Stones fortfarande bara var en dröm.
Dokumentären visades 2011 på flera filmfestivaler runt om i världen, trettio år efter Bob Marleys död. Den färdiga filmen Bob Marley: The Making of a Legend hade premiär i London vid British Film Institute (NFT1) den 17 december 2011.

## Utmärkelser
- 1976 tog Esther Anderson emot Trendsetter Award vid en ceremoni i New York som anordnades av tidningen Billboard, på uppdrag av Denny Cordell från Mango Records och Chris Blackwell från Island Records. Priset var för att ha introducerat reggae på den amerikanska marknaden.
- 1981 utsåg borgmästaren i Memphis, Tennessee, Esther Anderson till hedersmedborgare, för hennes bidrag till film och musik.
- 2015 fick hon priset Voice of a Woman Distinction Award, för sitt enastående bidrag till filmen i en karriär som sträcker sig över 50 år.[30]
- 2016 överlämnade Barbara Kramer till Esther Anderson en officiell proklamation från staden som förklarade den 26 februari som "Esther Anderson Community Arts Day", på uppdrag av City of North Miami Beach Cultural Committee. Detta för att hon har uppmuntrat till kulturevenemang som firar musik, film och fotografi, och för hennes hängivenhet för konsten under de senaste 40 åren.[31]

## Filmografi

### Tv
| År   | Titel               | Roll                           | Anteckningar |
| ---- | ------------------- | ------------------------------ | ------------ |
| 1966 | The Avengers        | Lala                           | TV-serie     |
| 1968 | Dixon of Dock Green | Sally Tate                     | TV-serie     |
| 1968 | The Wednesday Play  | Esla (engelska: Born and Bred) | TV-serie     |
| 1975 | The Rookies         | Pamela (två avsnitt)           | TV-serie     |

### Film
| År   | Filma                 | Roll      | Anteckningar |
| ---- | --------------------- | --------- | ------------ |
| 1965 | Djingis Khan          | Konkubin  | Film         |
| 1966 | Theatre of Death      | La Poule  | Film         |
| 1968 | The Touchables        | Melanie   | Film         |
| 1969 | Two Gentlemen Sharing | Caroline  | Film         |
| 1970 | One More Time         | Billie    | Film         |
| 1973 | A Warm December       | Catherine | Film         |

### Filmskapare
| År   | Filma                              | Roll                                           | Anteckningar |
| ---- | ---------------------------------- | ---------------------------------------------- | ------------ |
| 1976 | Short Ends                         | Författare / regissör / kompositör / producent | Film         |
| 2007 | The Three Dumas                    | Författare / regissör / producent              | Dokumentär   |
| 2011 | Bob Marley: The Making of a Legend | Författare / regissör / kompositör / producent | Dokumentär   |